# Садик аль-Ахмар
Шейх Садык бен Абдула бен Хусейн бен Насер аль-Ахмар или Садык аль-Ахмар (англ. Sadiq bin Abdullah bin Hussein bin Nasser al-Ahmar; 6 октября 1956, мухафаза Амран — 6 января 2023) — шейх, лидер крупнейшего племенного союза Хашид и партии Аль-Ислах в Йемене.
В журналистских сводках встречаются также Садек аль-Ахмар и Садик аль-Ахмар.

## Ранние годы
Родился 6 октября 1956 года в деревне аль-Кхамри (англ. al-Khamri) расположенной в мухафазе Амран (Йемен). Его семья переехала в Сану после создания государства Северный Йемен.

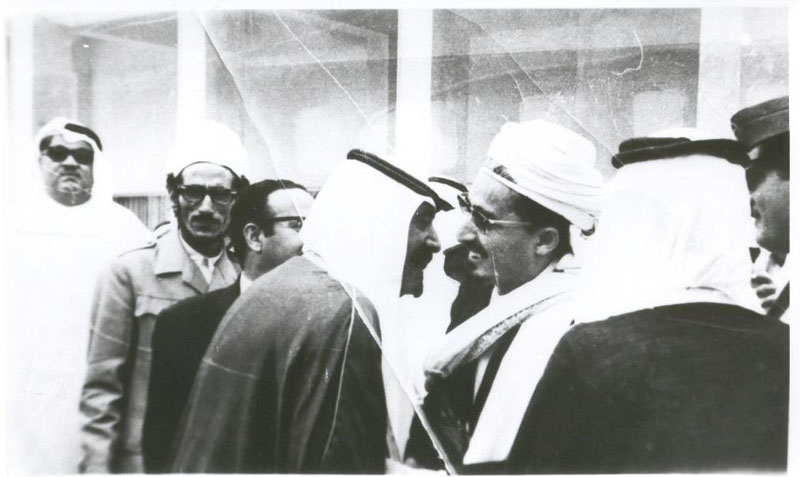
Лидер племенного союза Хамди Абдулла аль-Ахмар (отец Садыка аль-Ахмар) и принц Саудовской Аравии Абдалла ибн Абдель Азиз в 1973 году.

Он учился на университетском уровне в Египте, пока взаимоотношение его отца с правительством Египта не ухудшилось, что заставило Садыка вернуться в Йемен для окончания своего обучения. После окончания учёбы в Йемене Садык продолжил своё обучение в США, начиная с 1982 года. Вернулся в Йемен вскоре после того, как в 1987 году получил лицензию на пилотирование самолёта.

## На политическом поприще как шейх и лидер племенного союза Хашид
Он стал преемником своего отца Абдуллы ибн Хусейна аль-Ахмара (англ. Abdullah ibn Husayn al-Ahmar) на позициях шейха и лидера племенного союза Хашид после его смерти в 2007 году. Садык аль-Ахмар достиг самой большой известности за свою роль в йеменском восстании 2011 года против президента Салеха. В ходе этих событий бойцы под его командованием атаковали и захватили государственные учреждения в битве за Сану. В 2011 году шейх Садык аль-Ахмар являлся непосредственно лидером племенного союза Хашид, а его младший брат Хамид аль-Ахмар — миллиардер, владелец телеканала, оператора сотовой связи и т. д. Однако пару лет назад президент Салех решил двигать сына в преемники, чем нарушил прежние договорённости между его семьёй и семьёй аль-Ахмаров о том, что преемником должен быть генерал Али Мохсен. Али Мохсен Салех (по отцу) или Али Мохсен аль-Ахмар (по матери) — сводный брат президента Салеха. В результате между семьями произошёл раскол и аль-Ахмары в конечном итоге присоединились к оппозиции.

## Революционные события, переросшие вГражданскую войну 2011 годас участием шейха Садыка аль-Ахмара
В середине апреля шейх Садык аль-Ахмар призвал президента страны Али Абдаллу Салеха «достойно» уйти в отставку, предложив ему избежать кровопролития в стране. Ранее агентство Синьхуа со ссылкой на свидетелей и источники в силовых структурах сообщило, что в столице страны в районе президентского дворца началась перестрелка между сотрудниками силовых структур и перешедшими на сторону оппозиции военнослужащими. К месту боя были переброшены подразделения президентской гвардии. По данным источников агентства, в результате перестрелки погибли не менее пяти человек.
- 19 мая, четверг — Правящая партия и оппозиция договорились о подписании соглашения, по условиям которого президент должен уйти в отставку в 30-дневный срок. Согласно договорённости, документ должен быть подписан в воскресенье, 22 мая. Покинуть свой пост Салеху предложил Совет сотрудничества арабских государств Персидского залива (ССАГПЗ). Ранее президент Йемена неоднократно уклонялся от досрочного ухода с поста главы государства[6]. В случае отставки Али Абдалле Салеху, находящемуся у власти 33 года, гарантируют иммунитет от политических преследований со стороны нового правительства, которое будет сформировано премьер-министром от оппозиции. Через 60 дней после ухода президента со своего поста будут проведены выборы нового главы государства[6]. В своей речи в четверг, 19 мая, посвящённой ситуации на Ближнем Востоке и в Северной Африке, президент США Барак Обама заявил, что Салех, ключевой союзник США в борьбе с террористической организацией «Аль-Каида», должен соблюсти свои обязательства и осуществить передачу власти[6].

- 20 мая — Президент Йемена Али Абдалла Салех заявил в пятницу, 20 мая, что собирается провести досрочные президентские выборы. По словам главы государства, своим решением он надеется завершить политический кризис в охваченной беспорядками стране[6].

- 21 мая, суббота — Лидеры йеменской оппозиции со своей стороны подписали соглашение о передаче власти в стране. Об этом в субботу на условиях анонимности сообщил представитель Министерства иностранных дел страны[5]. Соглашение было подписано представителями партий оппозиции в присутствии послов США и стран Европейского союза. О готовности подписать соглашение заявил и Салех, который однако назвал происходящее «переворотом» и предупредил о возможном установлении контроля над страной со стороны международной террористической группировки «Аль-Каида»[4]. В рамках соглашения, призванного положить конец политическому кризису в стране, предусматривается мирная передача власти от президента Али Абдаллы Салеха в течение 30 дней после формирования правительства национального единства. Новый кабинет возглавят представители оппозиции. Вслед за этим в течение 60 суток должны пройти президентские выборы. План гарантирует неприкосновенность нынешнему президенту и членам его семьи, сообщает ИТАР-ТАСС[5].

- 22 мая, воскресенье — Ожидалось, что в течение сегодняшнего дня свою подпись под документом, соглашением о передаче власти в стране, поставит Али Абдалла Салех[5]. Но президент Йемена отказался подписывать соглашение о передаче власти в стране и все попытки дипломатов западных стран и стран Персидского залива вынудить Салеха поставить свою подпись на документе потерпели неудачу[4].

- 23 мая, днём — Масштабное вооружённое противостояние в Сане, уличные бои с применением пулемётов и ручных гранат, началось днём 23 мая с попытки полицейского спецподразделения захватить дом, в котором проживает видный оппозиционный деятель, лидер крупнейшего племенного союза Хашид (англ. Hashid) — шейх Садык аль-Ахмар[7][8][9]. Его сторонники по непонятной пока причине вступили в бой с полицейскими[8]. Охранники Садыка аль-Ахмара сумели отбить нападение и перейти в контратаку[7]. Во время перестрелки с полицией в северной части Саны у резиденции шейха Садека аль-Ахмара, являющегося одним из самых влиятельных лидеров племени, погибли два его сторонника и 25 получили ранения[4]. Сколько именно людей были убиты и ранены с противоположной стороны, не известно[8]. Перестрелка состоялась сразу после того, как президент Йемена Али Абдалла Салех в очередной раз отказался подписывать соглашение о его уходе из власти. Своих оппонентов при этом он обвинил в том, что они хотят расколоть страну и поставить её на грань гражданской войны[7][8]. Сразу после этого правительственные войска начали устанавливать по всему городу блок-посты[7]. Аль-Ахмар ранее объявил, что влиятельный племенной союз, к которому себя относит большинство жителей страны (включая самого президента), отказывает Салеху в поддержке и призывает его уйти в отставку. Президент, однако, покидать свой пост отказался[8]. Противостояние власти и оппозиции в Йемене продолжается с разной интенсивностью уже несколько месяцев. За это время жертвами беспорядков и насилия стали (по разным оценкам) от нескольких десятков до нескольких сотен человек[8]. Оппозиция требует отставки главы государства, который, находясь во главе своего семейного клана, правит страной с 1978 года[8]. Оппозиция проводила мирные демонстрации с требованием отставки Салеха последние три месяца. В ходе периодически возникавших беспорядков на этой почве погибли десятки человек[7].

- 23 мая, вечером — Правительственные войска Йемена и полицейские вечером 23 мая вступили в бой с отрядами крупнейшего в стране племенного союза Хашид. Перестрелки с применением пулемётов и гранатомётов шли в разных кварталах столицы страны — Саны. Основные бои велись в районе министерства внутренних дел, которое, по сообщениям очевидцев, уже горит, от него в небо поднимается столб чёрного дыма[7]. Вооружённые представители наиболее влиятельного йеменского племени Хашид (англ. Hashid) захватили в столице Йемена Сане Министерство промышленности и торговли, а также государственное информагентство Saba[4]. В ходе столкновений с вооружёнными племенными объединениями погибли 14 военнослужащих йеменской армии, 36 получили ранения. Представитель Saba сообщил, что в агентстве остаются заблокированными около 50 сотрудников, но республиканской армии удалось эвакуировать из здания всех женщин-журналисток[4]. В Министерстве промышленности рассказали, что боевики открыли огонь по ведомству и убили всех его охранников[4]. Один из представителей племенного союза Хашид заявил, что в столицу страны из провинции направляются сотни бойцов, готовых поддержать своих соплеменников с оружием в руках[7].

- 23 мая — Стало известно о том, что Совет сотрудничества арабских государств Персидского залива (ССАГПЗ) заявил об отзыве своей инициативы по мирному урегулированию в Йемене из-за отказа Салеха подписывать соглашение о передаче власти. Предложенное ССАГПЗ соглашение предусматривало мирную передачу власти от президента Йемена Салеха в течение одного месяца в обмен на защиту от преследования[4].

- после 23 мая — В течение следующих нескольких дней в столице происходили регулярные перестрелки с применением гранатомётов и миномётов[9].

В результате боёв силы Садыка аль-Ахмар, лидера племенного союза Хашид, взяли под контроль одну из частей Саны. Ещё два сектора города контролируют войска Салеха, а также силы генерала Али Мохсена аль-Ахмара, который ещё в марте перешёл на сторону оппозиции. Столица оказалась фактически разделённой на несколько частей.
- 24 мая, рано утром — Сегодня утром вооружённые объединения йеменских племён и силовые структуры страны прекратили огонь и начали переговоры[4].

Массовые протесты с требованиями отставки президента начались в феврале 2011 года. До конца мая протесты в основном проходили мирно, однако в ходе отдельных столкновений митингующих с полицейскими погибли, по разным данным, от нескольких десятков до нескольких сотен человек.
- 26 мая — Салех выдал ордера на арест Садыка и девяти других братьев аль-Ахмар, обвинив их в измене[2]. В этот же день вождь племени Садык аль-Ахмар категорически настаивал, что он не будет искать посредничества с Салехом, назвав президента «лжецом» и говорил, что Салех должен будет «покинуть Йемен босиком», если не сдаст полномочия президента[10].

- 27 мая — Глава племенного союза Хашид Садык аль-Ахмар объявил о перемирии с президентом страны Али Абдаллой Салехом. Заявление аль-Ахмара прозвучало во время его выступления перед многотысячной толпой сторонников во время проведения очередной акции протеста. Садык аль-Ахмар подчеркнул, что в случае, если силы, подконтрольные Салеху, нарушат режим прекращения огня, члены племенного союза будут готова ответить[9].

- 2 июня — Вооружённые столкновения в столице приняли особенно ожесточённый характер после того, как 2 июня в город Сана попытались прорваться около тысячи ополченцев из мятежных племён[11].

- 3 июня — В результате обстрела президентской резиденции в Сане ранения получил президент Салех, премьер-министр и спикер парламента, были убиты также семеро охранников. Ранее этого правительственные войска обстреляли дом шейха Хамида аль-Ахмара, брата лидера племени хашид шейха Садыка аль-Ахмара[11].